# Горняне
 Тази статия е за селото в Северна Македония.  За бившето село в Неврокопско, България, вижте Хаджидимово.  
Горняне или Горняни (на македонска литературна норма: Горњане) е село в Северна Македония, в община Чучер (Чучер Сандево).

## География
Селото е разположено в областта Църногория - югозападните покрайнини на Скопска Църна гора, северно от столицата Скопие.

## История
В края на XIX век Горняне е българско село в Скопска каза на Османската империя. Според статистиката на Васил Кънчов („Македония. Етнография и статистика“) от 1900 година Горняни (Гарняни) е село, населявано от 180 жители българи християни.
Цялото население на селото е сърбоманско под върховенството на Цариградската патриаршия. Според патриаршеския митрополит Фирмилиан в 1902 година в селото има 23 сръбски патриаршистки къщи. Според секретен доклад на българското консулство в Скопие селото е населено със сръбски бежанци в периода 1689-1739 година. По данни на секретаря на Българската екзархия Димитър Мишев („La Macédoine et sa Population Chrétienne“) в 1905 година в Горняни има 160 българи патриаршисти сърбомани.
След Междусъюзническата война в 1913 година селото попада в Сърбия.
На етническата си карта от 1927 година Леонард Шулце Йена показва Горняни (Gornjani) като сръбско село.
При избухването на Балканската война в 1912 година един човек от Горняне е доброволец в Македоно-одринското опълчение. След Междусъюзническата война в 1913 година селото остава в Сърбия.
На етническата си карта на Северозападна Македония в 1929 година Афанасий Селишчев отбелязва Горняне като българско село.
Според преброяването от 2002 година Горняне има 80 жители.
| Националност     | Всичко |
| северномакедонци | 51     |
| албанци          | 0      |
| турци            | 0      |
| роми             | 0      |
| власи            | 0      |
| сърби            | 29     |
| бошняци          | 0      |
| други            | 0      |

## Забележителности
- Манастир „Свети Никита“ (14 в.)
- църква „Свети Йоан Кръстител“